# Леннеп, Гейс ван
Ге́йсберт (Гейс) ван Ле́ннеп (нидерл. Gijsbert (Gijs) van Lennep, 16 марта 1942 года, Блумендал) — нидерландский автогонщик, пилот Формулы-1. Двукратный победитель гонки «24 часа Ле-Мана».

## Биография
Гейс ван Леннеп имеет дворянский титул йонкера (мелкого дворянина). В 1965 году дебютировал в автогонках, выступая в «Формуле-Ви». В 1967 году перешёл в соревнования спортивных автомобилей и в том же году занял третье место в гонке в Муджелло, выступая с Виком Элфордом за заводскую команду Porsche. На следующий год перешёл в Формулу-3, но вскоре вернулся в гонки спортпрототипов и в 1970 году выиграл «Кубок Порше». В 1971 году выиграл гонку «24 часа Ле-Мана», преодолев за сутки со своим напарником Хельмутом Марко 5335 километров (рекорд максимальной дистанции, пройденной в Ле-Мане, который продержался до 2010 года), одержал победу в гонке «1000 километров Парижа» и был вторым в «Тарга Флорио». В том же 1971 году ван Леннеп дебютировал в «Формуле-1», заняв 8 место в Гран-при Нидерландов. В 1972 году стал победителем британской «Формулы-5000», на следующий год в Гран-при Нидерландов добился своего лучшего результата в «Формуле-1», набрав 1 очко за 6 место, и выиграл гонку «Тарга Флорио» в паре с Хербертом Мюллером. До 1975 года эпизодически участвовал в гонках «Формулы-1», в своей последней гонке (Гран-при Германии 1975 года) повторил свой лучший результат в гонке (6 место). В 1976 году вновь выиграл гонку «24 часа Ле-Мана» на автомобиле «Porsche 936», после чего завершил гоночную карьеру.

## Результаты гонок в Формуле-1
| Легенда к таблице |                                                                    |
| --- | ------------------------------------------------------------------ |
| В таблице перечислены результаты всех Гран-при Формулы-1, в которых принимал участие гонщик. Строками таблицы являются сезоны, столбцами — этапы чемпионата мира. В каждой клетке указаны сокращённое название этапа и результат, дополнительно обозначенный цветом. Расшифровка обозначений и цветов представлена в нижеследующей таблице. |                                                                    |
| \| Пример \| Описание \| \| ------------ \| ------------------------------------------------------------------ \| \| 1 \| Победитель \| \| 2 \| Второе место \| \| 3 \| Третье место \| \| 5 \| Финишировал, заработав очки \| \| Сход \| Не финишировал, но при этом заработал очки \| \| 12 \| Финишировал, не получив очков \| \| НКЛ \| Финишировал, но не попал в финальную классификацию \| \| 15 \| Участвовал вне зачёта, либо по отдельной классификации \| \| 18 \| Не финишировал, но попал в финальную классификацию \| \| Сход \| Не финишировал \| \| НКВ \| Не прошёл квалификацию \| \| НПКВ \| Не прошёл предквалификацию \| \| ДСК \| Дисквалифицирован \| \| ИСК \| Исключён из протокола соревнований \| \| ТТ \| Заявлен для участия только в тренировках \| \| НС \| Участвовал в квалификации, но не стартовал в гонке \| \| Т \| Травмирован или болен \| \| ОТК \| Отказ от участия \| \| НТР \| Прибыл на соревнования, но на трассу не выезжал \| \| НПР \| Был заявлен в числе участников, но не прибыл к началу соревнований \| \| О \| Соревнования отменены \| \| \| Не участвовал \| \| Поул-позиция \| \| \| Быстрый круг \| \| |                                                                    |
| Пример | Описание                                                           |
| 1 | Победитель                                                         |
| 2 | Второе место                                                       |
| 3 | Третье место                                                       |
| 5 | Финишировал, заработав очки                                        |
| Сход | Не финишировал, но при этом заработал очки                         |
| 12 | Финишировал, не получив очков                                      |
| НКЛ | Финишировал, но не попал в финальную классификацию                 |
| 15 | Участвовал вне зачёта, либо по отдельной классификации             |
| 18 | Не финишировал, но попал в финальную классификацию                 |
| Сход | Не финишировал                                                     |
| НКВ | Не прошёл квалификацию                                             |
| НПКВ | Не прошёл предквалификацию                                         |
| ДСК | Дисквалифицирован                                                  |
| ИСК | Исключён из протокола соревнований                                 |
| ТТ | Заявлен для участия только в тренировках                           |
| НС | Участвовал в квалификации, но не стартовал в гонке                 |
| Т | Травмирован или болен                                              |
| ОТК | Отказ от участия                                                   |
| НТР | Прибыл на соревнования, но на трассу не выезжал                    |
| НПР | Был заявлен в числе участников, но не прибыл к началу соревнований |
| О | Соревнования отменены                                              |
| | Не участвовал                                                      |
| Поул-позиция |                                                                    |
| Быстрый круг |                                                                    |

| Год  | Команда | Шасси             | Двигатель | 1   | 2   | 3   | 4     | 5      | 6   | 7   | 8       | 9      | 10    | 11     | 12    | 13       | 14  | 15  | Место | Очки |
| ---- | ------- | ----------------- | --------- | --- | --- | --- | ----- | ------ | --- | --- | ------- | ------ | ----- | ------ | ----- | -------- | --- | --- | ----- | ---- |
| 1971 | S.A.N   | Surtees TS7       | Косворт   | ЮАР | ИСП | МОН | НИД 8 | ФРА    | ВЕЛ | ГЕР | АВТ     | ИТА    | КАН   |        |       |          |     |     | —     | 0    |
| 1971 | Сёртис  | Surtees TS9       | Косворт   |     |     |     |       |        |     |     |         |        |       | США НС |       |          |     |     | —     | 0    |
| 1973 | Вильямс | Iso Marlboro IR   | Косворт   | АРГ | БРА | ЮАР | ИСП   | БЕЛ    | МОН | ШВЕ | ФРА     | ВЕЛ    | НИД 6 | ГЕР    | АВТ 9 | ИТА Сход | КАН | США | 19    | 1    |
| 1974 | Вильямс | Iso Marlboro FW02 | Косворт   | АРГ | БРА | ЮАР | ИСП   | БЕЛ 14 | МОН | ШВЕ |         |        |       |        |       |          |     |     | —     | 0    |
| 1974 | Вильямс | Iso Marlboro FW01 | Косворт   |     |     |     |       |        |     |     | НИД НКВ | ФРА    | ВЕЛ   | ГЕР    | АВТ   | ИТА      | КАН | США | —     | 0    |
| 1975 | Энсайн  | Ensign N174       | Косворт   | АРГ | БРА | ЮАР | ИСП   | МОН    | БЕЛ | ШВЕ | НИД 10  |        |       |        |       |          |     |     | 19    | 1    |
| 1975 | Энсайн  | Ensign N175       | Косворт   |     |     |     |       |        |     |     |         | ФРА 15 | ВЕЛ   | ГЕР 6  | АВТ   | ИТА      | США |     | 19    | 1    |